# Puerto Francisco de Orellana
Puerto Francisco de Orellana – miasto w Ekwadorze, stolica prowincji Orellana. Położone jest nad rzeką Napo. Według spisu ludności z 28 listopada 2010 roku miasto liczyło 40 730 mieszkańców. 